# Théorème de Bondareva–Shapley
En théorie des jeux, le théorème de Bondareva-Shapley énonce que le noyau (core en anglais) d'un jeu coopératif est non-vide si, et seulement si le jeu est balancé.